# Lake Forest (Illinois)
Pour les articles homonymes, voir Lake Forest.
Lake Forest est une ville du comté de Lake, en banlieue nord de Chicago dans l'Illinois aux États-Unis. La population était de 20 059 habitants lors du recensement de 2000. Elle est le siège social des entreprises Tenneco et Brunswick Corporation.

## Personnalités liées à la ville
L'astronaute James Lovell a eu dans cette localité un restaurant appelé Lovell's of Lake Forest entre 1999 et 2014.